# Tomas
Tomas ist eine schwedische, norwegische und litauische Variante des männlichen Vornamens Thomas. Der Vorname Tomás ist die spanische, portugiesische und irische Variante des Namens. Tomáš ist die tschechische und slowakische Variante. Alle drei Namen treten auch als Familiennamen auf.

## Namensträger

### Vorname
- Tomáš Berdych (* 1985), tschechischer Tennisspieler
- Tomás Borge (1930–2012), nicaraguanischer Politiker und Schriftsteller
- Tomás Frías Ametller (1804–1884), bolivianischer Politiker
- Tomas Larsson (* 1971), schwedischer Poolbillardspieler
- Tomas Laurušas (* 1996), litauischer Schachspieler
- Tomas Locatelli (* 1976), italienischer Fußballspieler
- Tomás Maldonado (1922–2018), argentinischer Maler, Gestalter, Design-Theoretiker, Philosoph und Hochschullehrer
- Tomáš Garrigue Masaryk (1850–1937), tschechischer Philosoph und Politiker
- Tomas Mikutis (* 1993), litauischer Tischtennisspieler
- Tomas Norström (1956–2021), schwedischer Schauspieler
- Tomáš Portyk (* 1996), tschechischer Nordischer Kombinierer
- Tomás Romero Pereira (1886–1982), paraguayischer Politiker
- Tomas Vytautas Raskevičius (* 1989), litauischer Politiker
- Tomáš Šmíd (* 1956), tschechischer Tennisspieler
- Tomas Tranströmer (1931–2015), schwedischer Lyriker und Nobelpreisträger
- Tomas Walsh (* 1992), neuseeländischer Leichtathlet

### Familienname
- Amândio José Tomás (* 1943), portugiesischer Geistlicher, Bischof von Vila Real
- Américo Tomás (1894–1987), portugiesischer Admiral und Politiker, Staatspräsident 1958 bis 1974
- Antonio Tomás (* 1985), spanischer Fußballspieler
- Catalina Thomás (1531–1574), spanische Mystikerin und Heilige
- Erik Tomáš (* 1975), slowakischer Politiker
- Imrich Tomáš (1948–2021), deutscher Maler
- Isidro Gomá y Tomás (1869–1940), spanischer Geistlicher, Erzbischof von Toledo
- Ivo-Valentino Tomaš (1993–2019), kroatischer Fußballspieler
- Joan Tomas (Sportschütze) (Joan Tomas Roca; * 1951), andorranischer Trapschütze
- Joan Tomás (Fußballspieler) (Joan Tomás Campasol; * 1985), spanischer Fußballspieler
- João Tomás (* 1975), portugiesischer Fußballspieler
- Julien Tomas (Rugbyspieler) (* 1985), französischer Rugbyspieler
- Julien Tomas (Snowboarder) (* 2004), französischer Snowboarder
- Jürgen Tomas (1953–2015), deutscher Verfahrenstechniker
- Manuel Fernandes Tomás (1771–1822), portugiesischer Jurist und Staatsmann
- Marko Tomas (* 1985), kroatischer Basketballspieler
- Mateus Feliciano Augusto Tomás (1958–2010), angolanischer Geistlicher, Bischof von Namibe
- Raúl de Tomás (* 1994), spanischer Fußballspieler
- Sebastião Tomás (1876–1945), französischer Ordensgeistlicher, Prälat von Santíssima Conceição do Araguaia in Brasilien
- Stefan Tomas Gruner (* 1943), deutscher Schriftsteller
- Stjepan Tomas (* 1976), kroatischer Fußballspieler
- Tomás Navarro Tomás (1884–1979), spanischer Romanist, Hispanist und Phonetiker
- Víctor Tomás (* 1985), spanischer Handballspieler
- Zuzana Tomas (* 1977), slowakische Marathonläuferin

### Künstlername
- Tomas Ross (* 1944), niederländischer Schriftsteller und Drehbuchautor

## Sonstiges
- Tomas ist der Name eines Hurrikans, der im Oktober und November 2010 im Atlantik und in der Karibik auftrat